# DirectDraw Surface
DirectDraw Surface (.dds) はマイクロソフトによって開発された、テクスチャやキューブ (環境) マップを格納するために利用されるファイルフォーマットであり、圧縮形式と非圧縮形式の両方に対応している。これは、Microsoft DirectX対応のGPUのほか、プレイステーション3やXboxのような家庭用ゲーム機で利用されるDXTC (S3TC) 圧縮データを格納できるように作られている。

## 歴史
このフォーマットはDirectX 7.0で導入された。DirectDraw Surface自体はまた、DirectDrawおよびDirect3Dにおける基本的な画像単位を表す概念でもあった。DirectX 8.0でボリュームテクスチャがサポートされた。
DirectX 10では'DX10'のFourCCおよびDX10拡張ヘッダーによりフォーマットが拡張され、追加のDXGIフォーマットやテクスチャ配列をサポートするようになった。
元々はDirectXのために設計されたが、OpenGLでも同様にGL_ARB_texture_compression, GL_ARB_texture_compression_bptc拡張によって利用可能である。

## DxTex.exe
DirectX SDK June 2010まではDDSファイルを閲覧・編集することのできるツールとしてDxTex.exe (DirectX Texture Tool/DirectX Texture Editor) が含まれていた。Microsoft Windows SDK 8.0以降はDirectX SDKと統合され、ツール類は含まれなくなったが、DX10拡張ヘッダーをサポートするようにアップデートされたバージョンのソースコード（MIT License）が、マイクロソフトのシニアエンジニアであるChuck WalbournによってGitHub上で公開されている。このツールはMFCを利用して実装されている。